# Ateliers de Mulhouse
Les Ateliers de Mulhouse sont un constructeur de locomotives. Le fondateur était l'ingénieur Jean-Jacques Meyer inventeur des locomotives articulées Système Meyer.  
En 1835, Meyer rachète les usines Risler et Dixon. Elles fabriquent des locomotives puis en 1843, subissent la crise. Une nouvelle entreprise est créée en 1845 : l'Expansion
L'usine installée à Mulhouse, en Alsace, construit des locomotives entre 1843 et 1847, puis la production est arrêtée. Le nombre de machines construites est de 113. 
Les clients sont les compagnies de chemins de fer Strasbourg-Bâle, de l'Est, du Nord et en Europe, les chemins de fer badois, bavarois et de l'Autriche-Hongrie.